# Долна Хубавка
Долна Хубавка е село в Североизточна България. То се намира в община Омуртаг, област Търговище.